# Notre-Dame-du-Pé
Notre-Dame-du-Pé là một xã trong tỉnh Sarthe trong vùng Pays-de-la-Loire ở tây bắc nước Pháp. Xã này nằm ở khu vực có độ cao từ 22-70 mét trên mực nước biển.